# Ferrit (Gefügebestandteil)

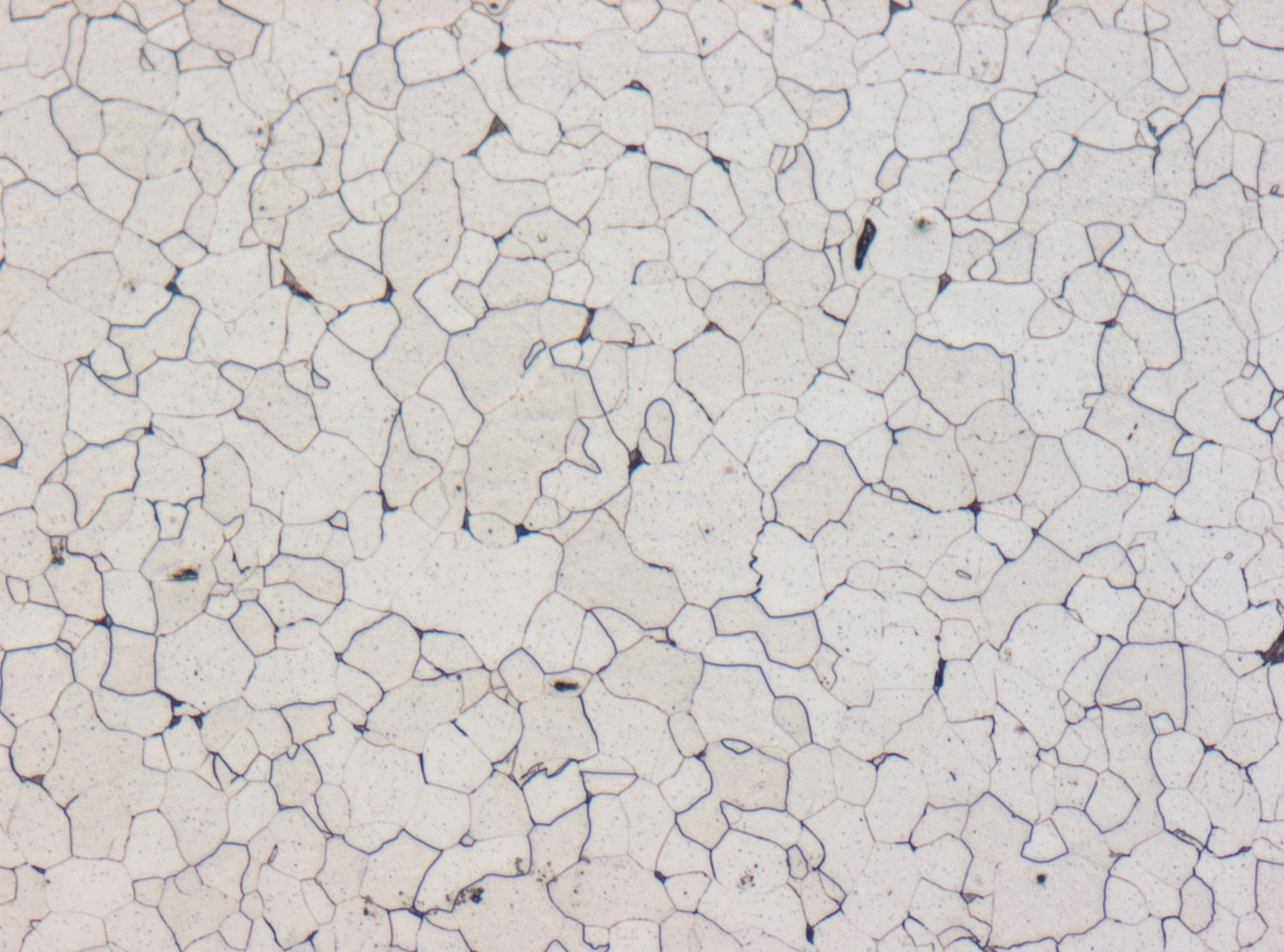
Ferritisches Gefüge

Der einphasige Gefügebestandteil Ferrit, der aus der ferritischen Phase des Eisens besteht, bildet ein polyedrisches, zwillingsfreies Gefüge, dem folgende Eigenschaften zugeschrieben werden:
- Ferrit ist mit einer Härte von etwa 60 HV sehr weich
- es ist gut verformbar, die Duktilitätsparameter Bruchdehnung A und -einschnürung Z liegen bei A = 50 % bzw. Z = 80 %[1]
- die Wärmedehnung ist gering[2]
- der ferritische Gefügebestandteil ist korrosionsanfällig

Ein teilferritisches Gefüge weisen zum Beispiel ferritische Stähle, aber auch ferritischer Guss auf, die durch oben genannte Eigenschaften ausgezeichnet sind.

## Zerspanbarkeit
Die auftretenden Zerspankräfte und der Verschleiß sind gering. Problematisch ist die hohe Verformungsfähigkeit. Diese führt zu langen Band- und Wirrspänen, die sich in der Maschine verfangen können und zur Bildung von Graten und somit zu schlechten Oberflächenqualitäten. Außerdem neigen Werkstoffe mit ferritischem Gefüge bei geringen Schnittgeschwindigkeiten zum Verkleben mit der Schneide, was zum unerwünschten Effekt der Aufbauschneide führt.